# Antigua y Barbuda en los Juegos Panamericanos de 2019
La participación de Antigua y Barbuda en los Juegos Panamericanos de 2019 en Lima, Perú del 24 de julio al 11 de agosto, fue la decimoprimera presentación oficial organizada por la Asociación Olímpica de Antigua y Barbuda (ANT).
La delegación estuvo integrada por 9 deportistas de los cuales 6 fueron hombres (66,66%) y 3 fueron mujeres (33,33%) que participaron en 5 deportes. Esta delegación fue menor en un atleta con relación a la delegación que acudió a los anteriores juegos panamericanos en 2015. Durante la ceremonia de apertura de los juegos, la velerista Jalese Gordon llevó la bandera del país como parte del desfile de naciones.

## Atletas
La siguiente es la lista del número de atletas (por género) que participaron en los juegos por deporte
| Deporte   | Hombres | Mujeres | Total |
| --------- | ------- | ------- | ----- |
| Atletismo | 1       | 1       | 2     |
| Boxeo     | 1       | 0       | 1     |
| Vela      | 2       | 1       | 3     |
| Natación  | 1       | 1       | 2     |
| Tenis     | 1       | 0       | 1     |
| Total     | 6       | 3       | 9     |

## Medallistas
Los siguientes atletas de Antigua y Barbuda lograron medallas en los juegos. En las secciones por disciplina, los nombres de los medallistas aparecen en negrita.
| Medalla           | Nombre              | Deporte   | Evento              | Fecha       |
| ----------------- | ------------------- | --------- | ------------------- | ----------- |
| Medalla de plata  | Priscilla Frederick | Atletismo | Salto alto femenino | 8 de agosto |
| Medalla de bronce | Alston Ryan         | Boxeo     | 64 kg.              | 2 de agosto |
| Medalla de bronce | Cejhae Greene       | Atletismo | 100 metros hombres  | 7 de agosto |

| Deporte   | Medalla de oro | Medalla de plata | Medalla de bronce | Total |
| Atletismo | 0              | 1                | 1                 | 2     |
| Boxeo     | 0              | 0                | 1                 | 1     |
| Total     | 0              | 1                | 2                 | 3     |

## Atletismo (pista y campo)

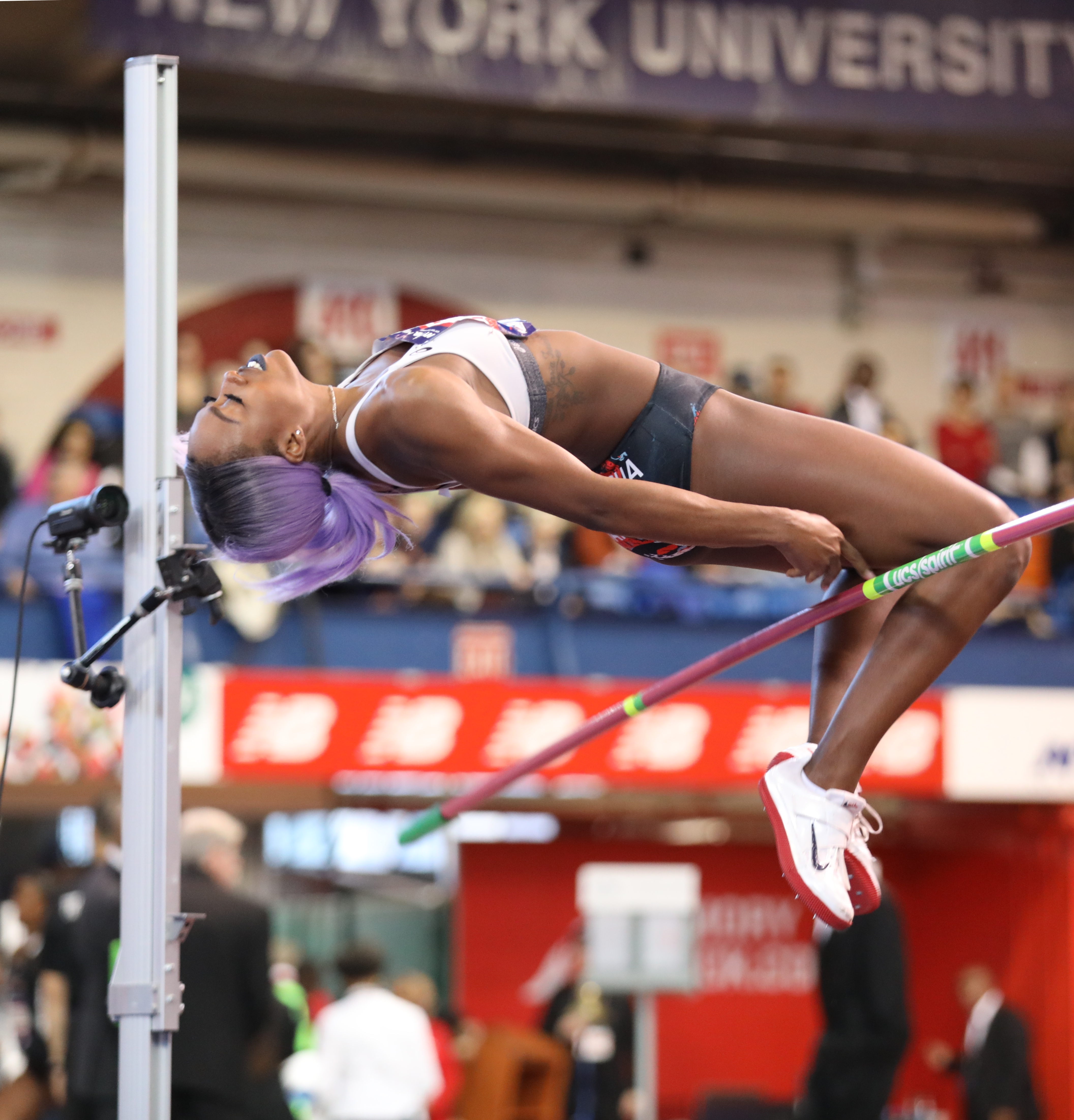
Priscilla Frederick ganó plata en salto alto femenino por segunda vez consecutiva en juegos panamericanos.

Antigua y Barbuda clasificó dos atletas (uno por género). Tanto Priscilla Frederick como Cejhae Greene lograron medallas en sus respectivos eventos. Frederick igualaría su performance de cuatro años antes en Toronto.
Leyenda
- Nota–Las clasificaciones de las pruebas de pista corresponden a la ronda completa
- Q = Clasificado directamente para la siguiente ronda
- SB = Mejor de la temporada

Prueba de pista
Hombres
| Atleta        | Eventa | Semifinales | Semifinales | Final     | Final             |
| Atleta        | Eventa | Resultado   | Puesto      | Resultado | Puesto            |
| ------------- | ------ | ----------- | ----------- | --------- | ----------------- |
| Cejhae Greene | 100 m  | 10.31       | 4 Q         | 10.23     | Medalla de bronce |

Prueba de campo
Mujeres
| Atleta              | Evento     | Final     | Final            |
| Atleta              | Evento     | Distancia | Posición         |
| ------------------- | ---------- | --------- | ---------------- |
| Priscilla Frederick | Salto alto | 1.87 SB   | Medalla de plata |

## Boxeo
Antigua y Barbuda clasificó un boxeador. Alston Ryan ganaría una medalla de bronce.
Hombres
| Atleta      | Evento | Preliminares       | Cuartos de final   | Semifinales        | Final              | Rank              |
| Atleta      | Evento | Oponente Resultado | Oponente Resultado | Oponente Resultado | Oponente Resultado | Rank              |
| ----------- | ------ | ------------------ | ------------------ | ------------------ | ------------------ | ----------------- |
| Alston Ryan | 64 kg  | Exención           | German (PER) W 4–1 | Cruz (CUB) L 0–5   | No clasificó       | Medalla de bronce |

## Vela
Antigua y Barbuda clasificó un velerista. Posteriormente, el país obtuvo dos plazas de universalidad en los eventos láser.
Leyenda
- DNF= No terminó
- STP = Penalidad estándar
- UFD = Desclasificación bandera U

| Atleta         | Evento                 | Carrera | Carrera | Carrera | Carrera | Carrera | Carrera | Carrera | Carrera | Carrera | Carrera | Carrera | Carrera | Carrera | Carrera | Carrera | Carrera | Carrera | Carrera | Carrera      | Carrera      | Carrera      | Puntos netos | Puesto final |
| Atleta         | Evento                 | 1       | 2       | 3       | 4       | 5       | 6       | 7       | 8       | 9       | 10      | 11      | 12      | 13      | 14      | 15      | 16      | 17      | 18      | M1           | M2           | M3           | Puntos netos | Puesto final |
| -------------- | ---------------------- | ------- | ------- | ------- | ------- | ------- | ------- | ------- | ------- | ------- | ------- | ------- | ------- | ------- | ------- | ------- | ------- | ------- | ------- | ------------ | ------------ | ------------ | ------------ | ------------ |
| Jules Mitchell | Láser estándar hombres | 11      | 17      | 19      | 21      | 16      | 12      | 17      | 16      | STP     | 17      |         |         |         |         |         |         |         |         | No clasificó |              |              | 142          | 18           |
| Jalese Gordon  | Láser radial mujeres   | 18      | 18      | DNF     | 18      | 18      | 16      | 18      | UFD     | 17      | DNF     |         |         |         |         |         |         |         |         | No clasificó |              |              | 161          | 18           |
| Tiger Tyson    | Open kites]            | 5       | 6       | RDG     | RDG     | 8       | 6       | 4       | 6       | 10      | 4       | 6       | 7       | 8       | 4       | 3       | 6       | 4       | 5       | No clasificó | No clasificó | No clasificó | 77.8         | 6            |

## Natación
Antigua y Barbuda recibió dos lugares de universalidad en natación para que puedan ingresar un hombre y una mujer.
- Nota – Los puestos dados son por la ronda entera

| Atleta          | Evento                     | Heat    | Heat   | Final        | Final        |
| Atleta          | Evento                     | Tiempo  | Puesto | Tiempo       | Puesto       |
| --------------- | -------------------------- | ------- | ------ | ------------ | ------------ |
| Lleyton Martin  | Estilo libre hombres 50 m  | 25.00   | 31     | No clasificó | No clasificó |
| Lleyton Martin  | Estilo libre hombres 100 m | 55.45   | 27     | No clasificó | No clasificó |
| Lleyton Martin  | Mariposa hombres 100 m     | 58.28   | 22     | No clasificó | No clasificó |
| Bianca Mitchell | Estilo libre mujeres 50 m  | 29.30   | 28     | No clasificó | No clasificó |
| Bianca Mitchell | Estilo libre mujeres 100 m | 1:04.21 | 27     | No clasificó | No clasificó |
| Bianca Mitchell | Estilo libre mujeres 20 m. | 2:18.70 | 24     | No clasificó | No clasificó |

## Tenis
Antigua y Barbuda recibió una wildcard para presentar un competidor para singles masculinos.
Hombres
| Atleta        | Evento  | Primera ronda            | Dieciseisavos de final  | Octavos de final | Cuartos de final | Semifinales      | Final / BM       | Final / BM   |              |
| Atleta        | Evento  | Oponente Puntaje         | Oponente Puntaje        | Oponente Puntaje | Oponente Puntaje | Oponente Puntaje | Oponente Puntaje | Puesto       |              |
| ------------- | ------- | ------------------------ | ----------------------- | ---------------- | ---------------- | ---------------- | ---------------- | ------------ | ------------ |
| Jody Maginley | Singles | Johnson (ESA) W 6–4, 6–3 | Tabilo (CHI) L 1–6, 3–6 | No clasificó     | No clasificó     | No clasificó     | No clasificó     | No clasificó | No clasificó |